# Herb gminy Trzebiel
Herb gminy Trzebiel – jeden z symboli gminy Trzebiel, ustanowiony 27 marca 2003.

## Wygląd i symbolika
Herb przedstawia na tarczy koloru złotego czerwony róg jelenia. Jest to nawiązanie do herbu Biberstein, którym posługiwali się właściciele terenów gminy. 